# エリザベス・コットン
エリザベス・コットン（Elizabeth "Libba" Cotten、1895年1月5日 - 1987年6月29日）は、アメリカ合衆国のブルースとフォークのミュージシャン、ギタリスト、バンジョー奏者、シンガーソングライターである。
コットンは左利きのギタリストとしては、独自のスタイルを編み出した。通常、左利きの場合は右利きのギターの糸を張り替えて使用するが、コットンは張り替えせずに逆さまにギターを持って演奏した。それは、親指でメロディーを、他の指でベースラインを弾くことになる。その彼女のスタイルは、「Cotten Picking」として知られている。
2022年5月4日、米Rock & Roll Hall of Fame Foundationのロックの殿堂にて、アーリー・インフルエンス賞を受賞。

## 前半生
エリザベス・コットンこと出生名エリザベス・ネヴィルス(Elizabeth Nevills) は、ノースカロライナ州のチャペルヒル近郊のカルボロで、5人兄弟の末っ子として生まれた。コットンは7歳で兄のバンジョーを弾きはじめ、8歳のときには歌を歌っていた。11歳のときにヘルパーとしてお金を稼いだ後、自分自身のギターを買った。演奏は独学だったが、演奏は得意になった。10代前半で歌を作りはじめ、そのうちの1つである「Freight Train」は彼女の代表作である。コットンがカルボロの自宅前を電車が通過するのを見たとき、「Freight Train」を書いた。
13歳のときにコットンは母とともにメイドとして働き始め、15歳でフランク・コットンと結婚した。夫婦にはリリーという娘ができ、エリザベスは家族と教会のためにギターの演奏をあきらめた。エリザベスとフランク、リリーは、ノースカロライナ州とニューヨーク州、ワシントンD.C.などを数年ごとに移り住み、最終的にはD.C.に定着した。その後、リリーが結婚したときにエリザベスはフランクと離婚して、娘とその家族とともに引っ越した。

## デビューへ
ときどき行っていた教会での演奏を除くと、コットンは25年間ギターを引退していた。60代になるまで、公式に録音することはなかった。しかし、家政婦として働いていたときにフォークを歌うシーガー一家と出会った。
デパートで働いていたとき、迷子が母親を見つけるのを手伝った。迷子はペニー・シーガーで。母親は作曲家のルース・クロフォード＝シーガーであり、その直後からシーガー一家のメイドとして働くようになった。ルース・クロフォード＝シーガーとチャールズ・シーガー夫妻の子供たちであるマイクとペギー、バーバラとペニーと接し、これらの音楽一家と過ごしている間にギターを思い出し、40年ぶりにほとんどゼロから演奏を練習しはじめた。

## 後半生
1950年代の後半、マイク・シーガーは寝室のオープンリールで、コットンの歌を録音していた。このときの録音はアルバム『Folksongs and Instrumentals with Guitar』で後に発表された。その中に収録されている「Freight Train」は彼女が11歳のときに書いたもので、ピーター・ポール&マリーやジェリ・ガルシア、ボブ・ディラン、ジョーン・バエズ、デヴェンドラ・バンハート、ローラ・ギブソン、ローラ・ヴェイアーズ、ヒズ・ネーム・イズ・アライブ、タジ・マハールがカバーした。まもなく、1960年にコットンはマイク・シーガーと一緒にスワースモア大学でショーに出演した。彼女の曲の1つである「Ain't Got No Honey Baby Now」は、ブラインド・ボーイ・フラーが1940年に録音した「Lost Lover Blues」である。
1960年代の前半、コットンはミシシッピ・ジョン・ハートやジョン・リー・フッカー、マディ・ウォーターズなどのフォークのビッグネーム達と一緒にショーを行い続けた。
彼女はこれらの活動から創作意欲が沸き、多くの曲を書いた。そのうちの1曲が彼女の孫の名前からとっている「Shake Sugaree」である。
ツアーから帰った後、彼女はフォークの多くの賞を受賞し、その報酬でニューヨーク州のシラキュースに家を買った。80代になってもツアーを行い、レコーディングをし続けていた。1984年にはアルバム『Elizabeth Cotten Live』で、グラミー賞の最優秀エスニック/トラディショナル・レコードを受賞した。その際、「ありがとう。私はあなたたち全員のためにギターをもって歌えることを願うだけです」とコメントした。
1984年には、日本の人間国宝に相当する国立芸術基金(NEA)のナショナル・ヘリテージ・フェローシップも受賞した。
コットンは、1987年6月29日、ニューヨーク州シラキュースで亡くなった。92歳だった。

### ライナーノート
- Seeger, Mike. Liner Notes accompanying Freight Train and Other North Carolina Folk Songs and Tunes, by Elizabeth Cotten. Washington, DC : Smithsonian Folkways, 1989.

### レコーディングCD
- Elizabeth Cotten. Freight Train and Other North Carolina Folk Songs and Tunes. Smithsonian Folkways.
- Elizabeth Cotten. Shake Sugaree. Smithsonian Folkways.
- Elizabeth Cotten. Live!. Arhoolie Records.
- Elizabeth Cotten. Vol. 3: When I'm Gone. Folkways Records.

### スペシャル・コレクション
- "Mike Seeger Collection Inventory (#20009)" Manuscripts Department, Library of the University of North Carolina at Chapel Hill, November 2002

### ビデオ/DVD
- Masters of the Country Blues: Elizabeth Cotten and Jesse Fuller. Yazoo, 1960.
- Elizabeth Cotten with Mike Seeger. Vestapool Productions, 1994.
- Legends of Traditional Fingerstyle Guitar. Cambridge, Mass.: Rounder Records, 1994.
- Mike Seeger and Elizabeth Cotten. Sparta, NJ: Stefan Grossman's Guitar Workshop, 1991.
- Jesse Fuller and Elizabeth Cotten. Newton, NJ: Yazoo Video, 1992.
- Me and Stella: A film about Elizabeth Cotten. New Brunswick, NJ: Phoenix Films and Video, 1976.
- John Fahey, Elizabeth Cotten: Rare Performances and Interviews. Vestapool Productions, 1969, 1994.
- Rainbow Quest with Pete Seeger. Judy Collins and Elizabeth Cotten. Shanachie Entertainment, 2005.
- Libba Cotten, an interview and presentation ceremony. Schomburg Center for Research in Black Culture, 1985.
- Homemade American Music. Aginsky Productions, 1980.
- Elizabeth Cotten in concert, 1969, 1978, and 1980. Vetstapool Productions, 1969, 2003.
- The Guitar of Elizabeth Cotten. Sparta, NJ: Stefan Grossman's Guitar Workshop, 2002.
- The Downhome Blues. Los Angeles, California: Distributed by Philips Interactive Media, 1994.
- Elizabeth Cotten Portrait Collection. Public Broadcasting System, United States, 1977–1985.